# Lancia Thesis
O Thesis é um sedan de porte médio-grande da Lancia.
O Lancia Thesis é um carro executivo produzido pela montadora italiana Lancia, entre 2002 e 2009. Ele estava disponível com motores aspirados e turboalimentados que variam entre 2,0 e 3,2 litros, tanto em configurações 5 cilindros em linha, como 6 cilindros em V. A sua aparência foi baseada no protótipo Dialogos Lancia de 1999. O carro de produção estreou no Salão de Genebra, em março de 2001 e seu interior foi exibido pela primeira vez no Salão Automóvel de Frankfurt. As vendas começaram em junho de 2002, na Itália, com os mercados de exportação, na sequência logo depois.

## Versões e Equipamentos

### Executive
De Série
- 8 airbags
- ABS com repartidor de travagem electrónico EBD
- Cruise Control
- ESP + ASR
- Vidros posteriores e anteriores eléctricos
- Faróis de Bi-Xenon
- Jantes de 16'
- Auto-rádio com CD e HI-FI
- Estofos em Alcantara
- Regulação eléctrica dos bancos traseiros
- Ar condicionado automático Bi-zona
- Espelhos retrovisores eléctricos
- Sensor de chuva

### Emblema
Equipamento adicional (relativamente à versão Executive)
- Connect Nav+
- CD Changer
- HI-FI Bose System
- Ar condicionado automático Tri-zona
- Easy entry + Key less go
- Window privacy
- Estofos em Alcantara ou Pele
- Cortina traseira eléctrica

### Sportiva
Equipamento adicional (relativamente à versão Emblema)
- Jantes 18'
- Pintura metalizada
- Estofos em Pele "Frau"